# Habitatge al carrer Montseny, 76 (l'Hospitalet de Llobregat)
L'habitatge al carrer Montseny, número 76, de l'Hospitalet de Llobregat (Barcelonès), és edifici noucentista protegit com a bé cultural d'interès local.

## Descripció
És un edifici d'habitatges emplaçat a la cantonada del carrer Montseny amb el carrer Progrés. Al pis principal hi ha balcons arrodonits amb baranes de balustrada. A la resta de pisos hi ha finestres. La presència de pilastres d'ordre gegant que emmarquen les diferents obertures li donen un aire classicista. L'angle on es troben les dues façanes laterals s'ha resolt mitjançant un cos de forma arrodonida i rematat per un pis que sobresurt respecte de la resta de la façana. A sota de les finestres s'hi troben esgrafiats geomètrics.